# Wojna lelantyńska
Wojna lelantyńska – konflikt zbrojny stoczony na przełomie VIII i VII wieku p.n.e. pomiędzy leżącymi na wyspie Eubea greckimi poleis Chalkidą i Eretrią. Dokładny czas i przebieg, jak również wynik wojny, pozostają nieznane.
Konflikt znany jest z nielicznych wzmianek w źródłach starożytnych. Tukidydes (Wojna peloponeska I 15,3) wzmiankuje go jako jedyną ogólnogrecką wojnę w epoce archaicznej, przed wybuchem wojen perskich. Bezpośrednią przyczyną wybuchu konfliktu był spór pomiędzy sąsiednimi Chalkidą a Eretrią o panowanie nad Równiną Lelantyńską, u jego podstaw legły jednak narastające w ostatnich dekadach VIII wieku p.n.e. napięcia pomiędzy greckimi miastami związane z rywalizacją w okresie tzw. wielkiej kolonizacji.
Wojna zaangażowała większość państw greckich, wywierając silny wpływ na późniejsze stosunki polityczno-handlowe w basenie Morza Śródziemnego. Do rywalizacji stanęły dwie ówczesne potęgi: dysponująca siłą 3000 piechoty, 600 jazdy i 60 wozów Eretria władała nad Andros, Keos, Tenos i szeregiem pomniejszych wysp, Chalkida kontrolowała natomiast cieśninę Euripos. Obydwa miasta dzieliły między siebie panowanie nad Chalkidyką i szlakami handlowymi wiodącymi do Etrurii. Fragmentaryczne informacje źródłowe pozwalają odtworzyć przypuszczalną listę sojuszników każdej ze stron: po stronie Eretrii opowiedziały się Milet, Chios, Megara i przypuszczalnie Mesenia, po stronie Chalkidy zaś Samos, Erythraj, Tesalia, Korynt i Sparta. 
Wobec ubóstwa źródeł przebieg konfliktu pozostaje nieznany; przypuszczalnie był to szereg następujących po sobie lokalnych starć. Decydujące znaczenie mogła mieć bitwa lądowa, w której Chalkis pokonała Eretrię dzięki wsparciu jazdy tesalskiej. Wojna toczona była jeszcze w starym stylu, gdzie dochodziło do pojedynków pomiędzy dowódcami. Strabon (Geografia X 1,12) przytacza niezachowaną inskrypcję ze świątyni Artemidy Amarynthios koło Eretrii, która podaje, że walczące strony zawarły umowę odnośnie do nieużywania broni miotającej. Późniejsza historia Grecji wskazuje, że żaden z protagonistów nie odniósł korzyści z konfliktu. Długotrwała wojna doprowadziła zarówno Chalkidę, jak i Eretrię do utraty dotychczasowej pozycji, dając szansę rozwoju nowym ośrodkom.